# Grenslanders
Grenslanders is een Belgisch-Nederlandse fictiereeks met in de hoofdrollen Jasmine Sendar en Koen De Bouw.
De uit acht afleveringen bestaande serie werd van 25 augustus tot en met 15 september 2019 in dubbele afleveringen uitgezonden door AVROTROS op NPO 3 en van 8 september tot en met 27 oktober 2019 op Eén.

## Verhaal
Een meisje van Afrikaanse origine wordt aangetroffen in de polders van Zeeuws-Vlaanderen, op de grens tussen België en Nederland. Tara Dessel (Sendar), een rechercheur uit Rotterdam, en Bert Dewulf (De Bouw), een psychiater uit Antwerpen, moeten achterhalen wat er met haar is gebeurd. Het onschuldig ogende Grensland en de mensen die er wonen lijken meer geheimen en tradities te verbergen dan ze vermoeden.

## Rolverdeling
| Acteur                | Personage                    |
| --------------------- | ---------------------------- |
| Jasmine Sendar        | Tara Dessel                  |
| Koen De Bouw          | Bert Dewulf                  |
| Wim Willaert          | Carlos Tierenteyn            |
| Nico de Vries         | Marcel De Wit                |
| Monic Hendrickx       | Cornella Dingemanse          |
| Anne-Laure Vandeputte | Annelies "Liesje" Tierenteyn |
| Adanna Unigwe         | Afi Minnawi                  |
| Robin Boissevain      | Tommy Dingemanse / Adriaan   |
| Sebastien Dewaele     | Dirk Vervenne                |
| Herwig Ilegems        | Dennis Degeyn                |
| Fedja van Huêt        | Harry Biegel                 |
| Astrid van Eck        | Natasja de Nooijer           |
| Tiny Bertels          | Maaike Dewulf                |
| Frank Lammers         | Rinus "Klauwe" de Geule      |
| Korneel Evers         | Mathijs Wagenaar             |
| Evelien Van Hamme     | Jolien Van Brakel            |
| Alyssa Luypaert       | Shirin Liwal                 |
| Ingrid De Vos         | Madame Alice                 |
| Kris Cuppens          | Arthur Dewilde               |
| Chris Nietvelt        | Eline Tierenteyn             |
| Lien Wildemeersch     | Lore Vervenne                |
| Koen De Ruyck         | Stef Vandamme                |
| Frederick Van Peer    | Rudy Mertens                 |
| Bo Bojoh              | Imelda                       |
| Karlijn Sileghem      | Suzanne "Suzy" Devos         |
| Danielleke Taveirne   | Luna Dewulf                  |
| Lourdes Faberes       | Sister Li                    |
| Mike Reus             | Krijn Albers                 |
| Ludwig Hendrickx      | Butler villa                 |